# BYD F6
BYD F6 (укр. БІД Еф6) — авто класу «D». Виготовляється у Китаї компанією BYD Auto починаючи з 2007 року.

## Опис

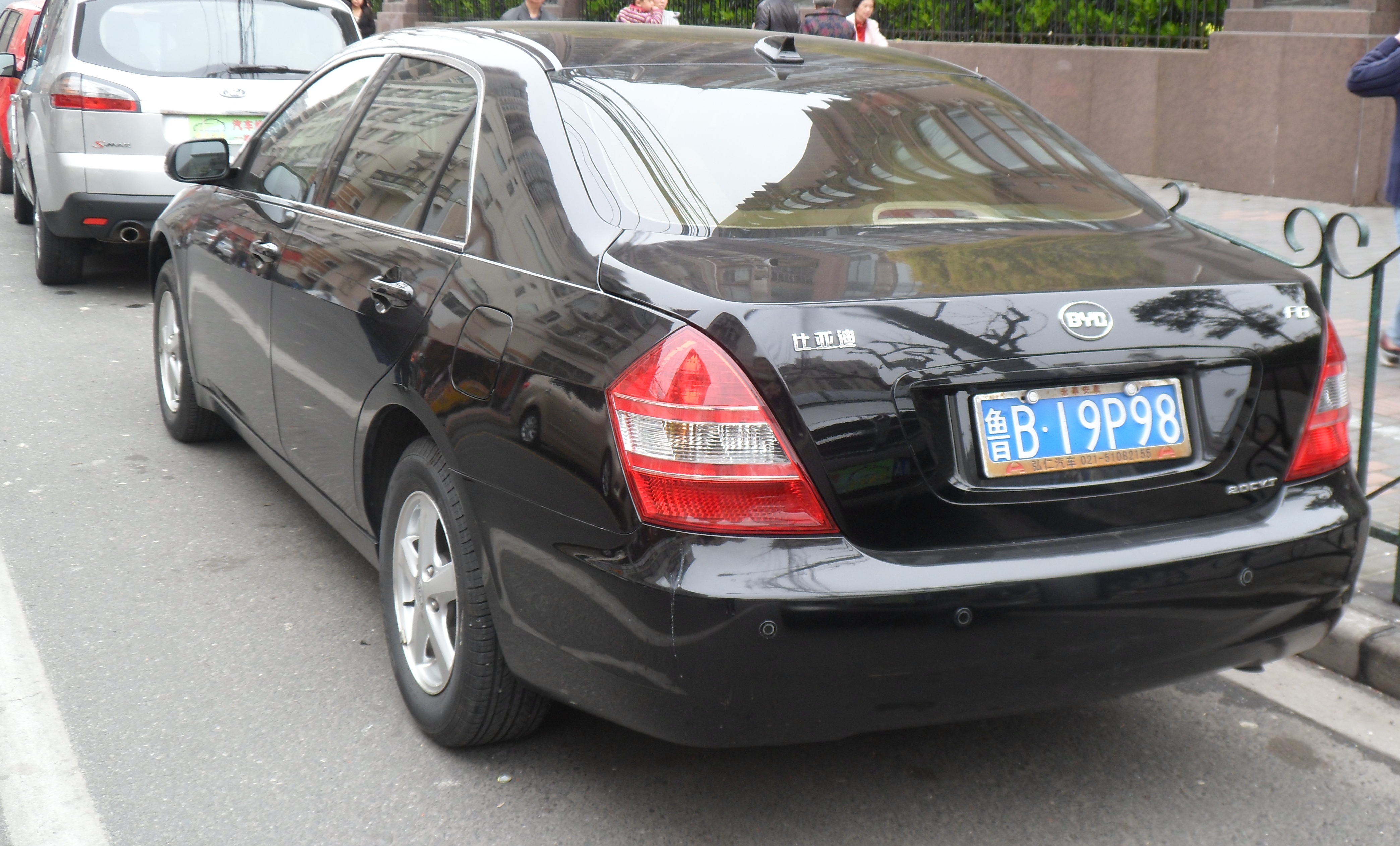
BYD F6

При проектуванні моделі було враховано досвід експлуатації авто у всьому світі, враховуючи також Україну. Дизайн кузова розроблено власним дизайнерським підрозділом, передсерійні випробування, а також краш-тест, BYD F6 пройшов у власному випробувальному центрі BYD.
 
На авто ставлять двигуни Mitsubishi 2,0 л потужністю 138 к.с. (стандарт вихлопу — Euro 3). Також, у BYD готові до серійного виробництва власні двигуни Євро-4 об'ємом 1,8 (140 к.с.) та 2.0 (150 к.с.), котрі будуть інсталювати з 2008 року на цю модель.

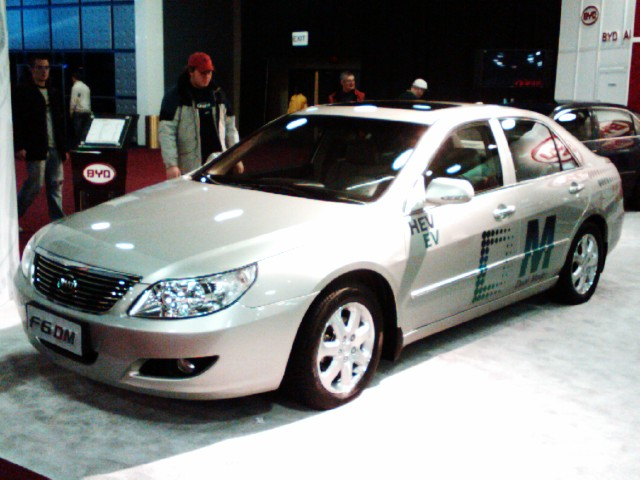
BYD F6DM

Позиціонуючи F6 флагманом, компанія оснастила автомобіль значним переліком стандартного обладнання. Так, до бази седана увійшли: навігаційна система, регульована рульова колонка, шкіряна обшивка, двозонний клімат-контроль, електропривод бічних дзеркал, CD-програвач, радіо, USB та AUX входи, регульоване по висоті водійське сидіння та 15-дюймові литі диски коліс. Крім того, седан має хороший рейтинг надійності. 
Про безпеку дбають: антиблокувальна гальмівна система, електрона система розподілу гальмівних зусиль, центральний замок та передні подушки. Як опції пропонуються: електропривод передніх сидінь, паркувальний радар та автоматична коробка передач. 

## Ціна
Станом на 28 січня 2012 року ціна в Україні на автомобіль BYD F6 з двигуном 2,0 л стартує з 15 990 доларів США.